# Patrinia
Patrinia es un género de plantas con flores perteneciente a la antigua familia Valerianaceae, ahora subfamilia Valerianoideae. Comprende 42 especies descritas y de estas, solo 10 aceptadas. Es nativa de los hábitats de montaña cubiertas de hierbas en China, Siberia y Japón . Es un grupo de plantas perennes con tallos delgados, erectos con pocas hojas y que llevan una inflorescencia terminal   con flores amarillas o blancas.

## Taxonomía
El género fue descrito por Antoine-Laurent de Jussieu y publicado en Annales du Muséum National d'Histoire Naturelle 10: 311. 1807.

## Especies aceptadas
A continuación se brinda un listado de las especies del género Patrinia aceptadas hasta octubre de 2013, ordenadas alfabéticamente. Para cada una se indica el nombre binomial seguido del autor, abreviado según las convenciones y usos. 
- Patrinia glabrifolia Yamam. & Sasaki
- Patrinia heterophylla Bunge
- Patrinia intermedia (Hornem.) Roem. & Schult.
- Patrinia monandra C.B. Clarke
- Patrinia punctiflora P.S. Hsu & H.J. Wang
- Patrinia rupestris (Pall.) Juss.
- Patrinia scabiosifolia Fisch. ex Trevir.
- Patrinia sibirica (L.) Jussieu
- Patrinia speciosa Hand.-Mazz.
- Patrinia villosa (Thunb.) Juss.